# 霍瑞華
霍瑞華，曾為香港電影男演員，2021年接受Youtuber HEBEFACE (黃亦彤) 訪問時透露自己現為小巴車長。
代表作爲《監獄風雲》系列的阿勇和《學校風雲》的刀疤仔。

## 参與演出電影
1. 監獄風雲（1987），飾阿勇（老大傻標手下）
2. 學校風雲（1988），飾刀疤
3. 伴我闖天涯（1989），飾華仔（客串）
4. 我未成年（1989），飾DAVID
5. 勇闖天下（1990）
6. 邊緣歲月（1990），飾堅哥（杰手下）
7. 正紅旗下（1991）
8. 監獄風雲II逃犯（1991），飾阿勇（老大傻標手下）
9. 猛鬼入侵黑社會（1991），飾陰陽超
10. 英雄地英雄淚（1992）
11. 何日金再來（1992），飾阿海（黄光亮的兄弟）
12. 英雄地之小刀會（1992）
13. 烏鼠：機密檔案（1993），飾阿華
14. 血濺紅燈區（1993），飾警察挚友钊
15. 蜜桃成熟時（1993），飾老闆（客串）
16. 日落卡門（1993）
17. 證人（1993）
18. 整容（1995），飾阿志
19. 和平飯店（1995）
20. 我是一个贼（1995），飾抗議人士（客串）
21. 監獄風雲之夜囚 (2001)

## 外部連結
- 霍瑞華在互联网电影资料库（IMDb）上的資料（英文）
- 豆瓣電影 （页面存档备份，存于）
- 霍瑞華在香港影庫上的簡介
- 霍瑞華 （页面存档备份，存于）